# 范宗文
范宗文（1572年—1615年），字以正，號任吾，河南河南府洛阳县民籍，永宁县人，明朝政治人物。

## 生平
万历二十五年（1597年）丁酉科河南乡试舉人，萬曆三十二年（1604年），登甲辰科进士，工部觀政，授阳谷知县，三十八年升刑部贵州司主事，三十九年关内审决，四十一年升员外，升郎中，四十三年請告，賜俸歸里，六月卒于家，崇祀鄉賢。

## 家族
曾祖成，祖宣，父继先，母张氏。永感下，兄金，琛。娶杨氏，继娶刘氏，熊氏。